# Визир, Анатолий Дмитриевич
Анатолий Дмитриевич Визир (31 июля 1929 — 19 декабря 2002) — украинский учёный-терапевт, доктор медицинских наук, профессор, академик НАН Украины, Академии медицинских наук Украины, Заслуженный работник высшей школы. Кавалер орденов Октябрьской Революции, Трудового Красного Знамени, «Знак Почета», «За заслуги» ІІ-ІІІ степеней. Лауреат премии АМН Украины. Ректор Запорожского государственного медицинского университета в течение 1974-2002 гг. Ученик и последователь Харьковской научной школы терапевтов академика Любови Малой.

## Биография
Родился 31 июля 1929 года.
С 1966 по 2002 гг. работал заведующим кафедрой пропедевтики внутренних болезней Запорожского государственного медицинского университета.
С 1967 года — доктор медицинских наук, с 1968 года — профессор.
С 28 июня 1974 по 2002 гг. работал ректором Запорожского государственного медицинского университета.
С 25 ноября 1992 года — академик НАН Украины (избран по специальности «клиническая медицина»). 22 марта 1993 года избран академиком Академии медицинских наук Украины по специальности «терапия».
Умер 19 декабря 2002 года.

## Научная работа
Фундаментальные и научно-практические разработки посвящены определению роли нейрогуморальных механизмов в развитии сердечно-сосудистых заболеваний, изучению взаимосвязи и активности функционирования всех звеньев симпатико-адреналовой, ренин-ангиотензин-альдостероновой и калликреин-кининовой систем, нейропептидов и плазменных простагландинов при различных вариантах гипертонической болезни, цереброишемической гипертензии, ишемической болезни сердца, нарушений сердечного ритма, сердечно-сосудистой и легочно-сердечной недостаточности. Большая часть его исследований посвящена клиническим испытаниям новых лекарственных средств и, прежде всего, таких препаратов, которые составляют первую линию сердечно-сосудистых заболеваний.
Был членом Президиума АМНУ, членом комиссии по присуждению Государственных премий, членом Правления научных обществ терапевтов и кардиологов Украины, членом редколлегий пяти ведущих медицинских журналов.
Автор более 300 научных трудов, в том числе 6 монографий, трех авторских свидетельств и одного патента «Морфолиний 3-(4-пиридий)-1,2,4-триазолил-5-тиоацетат, проявляющий антигипоксическое, церебопротективное и кардиопротективное действия» (1997). Основал Запорожскую научную терапевтическую и кардиологическую школу, подготовил 6 докторов и 24 кандидатов наук.

### Награды
В 1977 году присвоено почетное звание «Заслуженный работник высшей школы». В 1999 году стал лауреатом премии АМН Украины, а также премии «Человек года».
Кавалер орденов Октябрьской Революции, Трудового Красного Знамени, «Знак Почета», «За заслуги» II—III степеней. Также награждён четырьмя медалями.

### Основные научные труды
- «Ритмы сердца» (рус.) (1993);
- «Цереброишемическая форма артериальной гипертензии как одно из проявлен атеросклероза экстракраниальных артерий» (рус.) (1996);
- «Кардиопротекторное средство для лечения ишемической болезни сердца „Тиотриазолин“» (рус.) (1996);
- «Иммунная и воспалительная активация как новая концептуальная модель формирования и прогрессирования сердечной недостаточности» (рус.) (2000);
- «Фармакотерапия» (рус.) (2000).